# Chess (musical)
Chess (pol. Szachy) – musical napisany przez Tima Rice'a (słowa) oraz Benny'ego  Anderssona i Björna Ulvaeusa (muzyka) w 1984. Dwa lata później miał swoją premierę w Prince Edward Theatre na West Endzie w Londynie, gdzie był wystawiany przez kolejne trzy lata. W 1988 zadebiutował na Broadwayu, jednak został zdjęty z afisza po niespełna ośmiu tygodniach od premiery, zebrawszy chłodne recenzje od krytyków.
Musical miał polską premierę 8 stycznia 2000 w Teatrze Muzycznym w Gdyni im. Danuty Baduszkowej.

## Opis fabuły
Akcja musicalu dzieje się w latach zimnej wojny, kiedy istniał ZSRR. Dwóch szachistów: Amerykanin Frederick „Freddie” Trumper i Rosjanin Anatolij Siergiejewski, walczą przeciwko sobie w szachowych mistrzostwach rozgrywanych w Merano. Asystentką, a zarazem kochanką Freddiego jest Florence Vassy, uchodźczyni z Węgier, która w trakcie rozgrywek zakochuje się ze wzajemnością w Anatoliju. Mężczyzna wygrywa rozgrywkę i prosi o azyl na Zachodzie. 
Następnie udaje się do Bangkoku na kolejne rozgrywki, tym razem z Rosjaninem Vilgadem. Florence dowiaduje się, że Anatolij pozostawił w Rosji żonę, Swietłanę. Jednocześnie Trumper, telewizyjny komentator zawodów, grozi mu, że jeśli przegra rozgrywkę, władze radzieckie wyjawią prawdę o ojcu Florence, który zaginął podczas powstania na Węgrzech w 1956.

## Muzyka
Piosenki do spektaklu napisali Björn Ulvaeus i Benny Andersson, w ich nagraniach uczestniczyli soliści: Murray Head, Tommy Körberg, Elaine Paige i Barbara Dickson, a także London Symphony Orchestra i chór Ambrosian Singers. Ścieżka dźwiękowa do Chess miała premierę w 1984. Zarówno album, jak i cały musical, promował utwór „One Night in Bangkok”, który stał się przebojem w wielu krajach. Popularnością cieszyła się także piosenka „I Know Him So Well”, nagrana przez duet Paige-Dickson, która w 1988 doczekała się coveru w wykonaniu Cissy Houston i Whitney Houston.